# Richard Fellmann
Richard Fellmann (* 16. Oktober 1908 in Schweidnitz; † 18. September 1994) war ein deutscher Politiker und Landtagsabgeordneter (CDU).

## Leben und Beruf
Nach dem Besuch der Volksschule und des Gymnasiums mit dem Abschluss Abitur studierte er Pharmazie an der Universität Bonn. Er war zunächst als angestellter Apotheker und dann selbständig tätig.
Mitglied der CDU wurde Fellmann 1945. Er war in zahlreichen Gremien der Partei vertreten. Daneben engagierte er sich in berufsständischen Organisationen, so war er von 1969 bis 1980 Präsident der Bundesapothekerkammer.

## Abgeordneter
Vom 5. Juli 1950 bis zum 27. Mai 1975 war Fellmann Mitglied des Landtags des Landes Nordrhein-Westfalen. Er wurde jeweils in den Wahlkreisen 009 bzw. 010 Euskirchen direkt gewählt. Zeitweise war er Mitglied im Kreistag des Landkreises Euskirchen und im Rat der Stadt Lechenich, wo er auch Bürgermeister war.